# Samuel de Lange
Samuel de Lange Jr., né le 22 février 1840 à Rotterdam et mort le 7 juillet 1911 à Stuttgart, est un compositeur, organiste et pianiste néerlandais puis allemand. Il est également professeur et directeur de conservatoire.

## Biographie

### Enfance et jeunesse
De Lange naît à Rotterdam le 22 février 1840. Il est le fils de Johanna Molijn et Samuel de Lange Sr., professeur de musique et organiste de la ville. L'année de sa naissance, son père crée une entreprise de pianos avec Jan et George Rijken, « Rijken & de Lange ». Un facteur de pianos toujours en activité.
Parmi ses professeurs, Samuel Jr. étudie l'orgue avec Alexander Winterberger, élève de Liszt, et le piano avec Karol Mikuli , élève de Chopin. Il prend des cours de composition avec Johannes Verhulst et Berthold Damcke.
Il passe sa vie dans de nombreuses villes et pays. Alors qu'il n'est encore qu'adolescent, il parcourt l'Europe de l'Est en tant que pianiste avec son frère Daniel et Adrien-François Servais, tous deux brillants violoncellistes. De 20 à 23 ans (1860-1863), il enseigne le piano au conservatoire de musique de Lemberg (aujourd'hui Lviv en Ukraine ). Après ce long périple, il retourne à Rotterdam mais reprend la route un an plus tard. Il vit et travaille par la suite à Bâle, Paris, Cologne et La Haye pour finalement s'installer définitivement à Stuttgart , où il devient directeur du conservatoire de musique.
De Lange se lie d'amitié avec de nombreux autres compositeurs allemands de son temps, dont Johannes Brahms, Max Bruch et Max Reger , et dédie des compositions à Friedrich Grützmacher (le concerto no 1 pour violoncelle), Hugo Becker (la sonate no 2 pour violoncelle), Charles-Marie Widor et Johannes Brahms.
De Lange introduit des réformes dans l'enseignement de la musique à Cologne, Bâle et Stuttgart et contribue avec son père, à la fondation de la Société Bach des Pays-Bas. En 1871, il joue la première représentation aux Pays-Bas du concerto pour piano no 1 de Brahms .
Samuel de Lange Jr. meurt à 70 ans à Stuttgart.

## Œuvre
Le style musical de De Lange a été influencé entre autres par Bach et Beethoven. Ses œuvres antérieures s'apparentent à celles des Schumann (Robert et Clara) et des Mendelssohn (Félix et Fanny) , tandis que ses œuvres ultérieures sont plus proches de celles de Brahms. Contrairement à son frère Daniel, dont il reste beaucoup moins de compositions, il n'a pas été charmé par la musique de contemporains comme Wagner et Liszt.

### Catalogue
Ses œuvres musicales comprennent plus de 800 compositions, majoritairement de la musique de chambre. Parmi lesquelles : 
- 13 quatuors à cordes
- Trois concertos pour violoncelle
- Deux concertos pour piano
- Deux concertos pour violon
- Un concerto pour alto
- Quatre sonates pour piano
- Quatre sonates pour violon
- Trois sonates pour violoncelle
- Une sonate pour clarinette en do mineur[1]
- Cinq trios avec piano
- Un quintette avec piano
- Un quintette à cordes
- Des centaines d'œuvres vocales

Par exemple le poème de Friedrich Hebbel Ein frühes Liebesleben est utilisé dans une instrumentation inhabituelle pour voix, quatuor à cordes et harpe. Un arrangement avec piano au lieu de harpe a été réalisé lors d'une centenaire de la musique de Samuel et Daniël de Lange.  
- De Lange Jr. est aussi l'auteur de nombreuses partitions pour orgue seul : 
  - Op. 5: Sonate I über „Aus tiefer Not“. Willemsen (Wil 683)
  - Op. 8: Sonate II über Luthers Choral „Ein’ feste Burg ist unser Gott“. Willemsen (Wil 850)
  - Op. 9: Praeludium und Fuge. (Kooiman) Harmonia Uitgave (HU 3356)
  - Op. 56: Leichtere Orgelstücke. (Depenheuer) Heft 1-III Butz-Verlag BU 1424-26
  - Op. 60: 24 Präludien. (Depenheuer) Butz-Verlag BU 1437
  - Op. 78: Tägliche Übungen im Pedalspiel. Edition Peters (EP3630)

### Enregistrement
Seul un petit nombre de ses compositions ont encore été enregistrées, parmi lesquelles deux sonates pour violoncelle, plusieurs œuvres pour orgue, un certain nombre de chansons et de la musique pour piano.

### Postérité
De Lange est toujours "célèbre" pour son Tägliche Übungen im Pedalspiel, un livre de pratique pour jouer du clavier à pédales ou de l'orgue.